# Бадинь (зал собраний)
Зал собраний Бадинь — старое здание заседаний Национального Собрания Вьетнама, расположенное на площади Бадинь напротив Мавзолея Хо Ши Мина, в Ханое, Вьетнам. Здание использовалось Национальным Собранием Вьетнама для своих сессий и других официальных мероприятий. Одним из архитекторов был Нгуен Као Луен (1907—1987). Зал был снесён в 2008 году, чтобы освободить место для нового здания парламента. Однако, в ходе археологических раскопок были найдены остатки Тханг Лонга, старого имперского города, предшественника Ханоя, и поэтому строительство нового здания на участке было отложено. Во Нгуен Зяп, легендарный генерал вьетнамской войны, возражал против сноса зала Бадинь (Зяп умер в октябре 2013 года, в возрасте 102 лет).